# Baldwin (condado de St. Croix, Wisconsin)
Baldwin es un pueblo ubicado en el condado de St. Croix en el estado estadounidense de Wisconsin. En el Censo de 2010 tenía una población de 928 habitantes y una densidad poblacional de 11,12 personas por km².

## Geografía
Baldwin se encuentra ubicado en las coordenadas 44°59′54″N 92°18′44″O / 44.99833, -92.31222. Según la Oficina del Censo de los Estados Unidos, Baldwin tiene una superficie total de 83.47 km², de la cual 83.28 km² corresponden a tierra firme y (0.23%) 0.19 km² es agua.

## Demografía
Según el censo de 2010, había 928 personas residiendo en Baldwin. La densidad de población era de 11,12 hab./km². De los 928 habitantes, Baldwin estaba compuesto por el 97.95% blancos, el 0.54% eran afroamericanos, el 0.54% eran amerindios, el 0.22% eran asiáticos, el 0% eran isleños del Pacífico, el 0.32% eran de otras razas y el 0.43% pertenecían a dos o más razas. Del total de la población el 0.86% eran hispanos o latinos de cualquier raza.